# Giamaica ai XVI Giochi olimpici invernali
La Giamaica partecipò ai XVI Giochi olimpici invernali, svoltisi ad Albertville, Francia, dall'8 al 23 febbraio 1992, con una delegazione di 5 atleti impegnati in una disciplina.

## Delegazione
| Sport  | Uomini | Donne | Totale |
| ------ | ------ | ----- | ------ |
| Bob    | 5      | 0     | 5      |
| Totale | 5      | 0     | 5      |

## Risultati

### Bob
Bob a due maschile
| Pos. | Nazione     | Atleti                      | Manche1 | Manche2 | Manche3 | Manche4 | Totale  | Distacco |
| ---- | ----------- | --------------------------- | ------- | ------- | ------- | ------- | ------- | -------- |
| 35   | Giamaica II | Devon Harris Ricky McIntosh | 1:02.57 | 1:02.88 | 1:03.13 | 1:03.10 | 4:11.68 | +8.42    |
| 36   | Giamaica I  | Dudley Stokes Chris Stokes  | 1:02.93 | 1:03.30 | 1:03.38 | 1:03.15 | 4:12.76 | +9.50    |

Bob a quattro maschile
| Pos. | Nazione    | Atleti                                                  | Manche1 | Manche2 | Manche3 | Manche4 | Totale  | Distacco |
| ---- | ---------- | ------------------------------------------------------- | ------- | ------- | ------- | ------- | ------- | -------- |
| 25   | Giamaica I | Dudley Stokes Ricky McIntosh Michael White Chris Stokes | 1:00.12 | 1:00.48 | 1:00.38 | 1:00.39 | 4:01.37 | +7.47    |